# Sean S. Cunningham
Sean Sexton Cunningham, oftast skrivet Sean S. Cunningham, född 31 december 1941 i New York, är en amerikansk skräckfilmsregissör, producent och manusförfattare.
Han är framförallt känd för att ha regisserat Fredagen den 13:e och producerat kultfilmen The Last House on the Left.

## Filmer i urval

### Producent
- The Last House on the Left (1972)
- Fredagen den 13:e (1980)
- Titta vi spökar (1986)
- Titta vi spökar 2 (1987)
- Jason Goes to Hell: The Final Friday (1993)
- Jason X (2002)
- Freddy vs. Jason (2003)
- Fredagen den 13:e (2009)
- The Last House on the Left (2009)

### Regissör
- Fredagen den 13:e (1980)

### Manusförfattare
- Fredagen den 13:e